# 人口不重複計算
人口不重複計算是翻譯自法文的Population sans doubles comptes。
法国国家统计与经济研究所為了法國人口普查的需要，定義了一些人口指標，讓住在不同地區的人可以在每個地區都被算到，以研究及追蹤人口的流程。因此每個法國公民可能在普查中會出現多次，不止出現一次。例如大學學生可能會在家中及學校各算一次。
人口不重複計算一般會計算住在公寓、大樓或平房中的人，再加上因為臨時原因居住（例如當兵、坐牢、在外地求學）的人，減去有二個住處的人，即為人口不重複計算的人數。

## 外部連結
- ,   [2017-08-06], （原始内容存档于2007-11-02） （法语） The official definitions on the INSEE site
- , Insee Méthodes., May 2005  [2017-08-06], （原始内容存档于2018-12-19） （法语） Understanding the census.
- (PDF),   [2017-08-06], （原始内容存档 (PDF)于2016-05-09） （法语） The history of the census
- (PDF),   [2017-08-06], （原始内容存档 (PDF)于2016-02-22） （法语） Glossary.
- ,   [2017-08-06], （原始内容存档于2011-05-19） （法语） The results of the last (1999) census.
- ,   [2017-08-06], （原始内容存档于2008-03-05） （法语） Population, a page per view.
- ,   [2017-08-06], （原始内容存档于2021-02-04） （法语） Population of French communes of more than 2000 inhabitants.